# Sologny
Sologny település Franciaországban, Saône-et-Loire megyében. Lakosainak száma 576 fő (2022. január 1.). Sologny Cluny, Berzé-le-Châtel, Berzé-la-Ville, Bourgvilain, Milly-Lamartine, Pierreclos és Sainte-Cécile községekkel határos.

## Népesség
A település népessége az elmúlt években az alábbi módon változott:
| Lakosok száma | 576  | 586  | 620  | 591  | 584  | 576  | 577  | 577  | 576  |
|               | 2013 | 2015 | 2016 | 2017 | 2018 | 2019 | 2020 | 2021 | 2022 |